# HD 103197 b
HD 103197 b (بالإنجليزية: HD 103197 b)‏ الذي يرمز له بالرمز HD 103197b، هو كوكب خارج المجموعة الشمسية، في كوكبة قنطورس، يتبع HD 103197 ‏.

## الاكتشاف
اكتشف في 19 أكتوبر 2009.